# 349e régiment d'infanterie (France)
Le 349e régiment d'infanterie (349e RI) est un régiment d'infanterie de l'Armée de terre française constitué en 1914 avec les bataillons de réserve du 149e régiment d'infanterie.
À la mobilisation, chaque régiment d'active créé un régiment de réserve dont le numéro est le sien plus 200. 

## Création et différentes dénominations
- Août 1914 : 349e Régiment d'Infanterie
- Juin 1916 : Dissolution

## Historique des garnisons, combats et batailles

### Première Guerre mondiale

#### Affectation
- 71e Division d'Infanterie d'août 1914 à juin 1916

## Drapeau
Il porte, cousues en lettres d'or dans ses plis, les inscriptions suivantes :
- Lorraine 1914